# Хайме Сільва
Хайме Сільва (ісп. Jaime Silva, 10 жовтня 1935, Богота — 25 квітня 2003, Таррагона) — колумбійський футболіст, що грав на позиції півзахисника.
Виступав, зокрема, за клуб «Санта-Фе», а також національну збірну Колумбії.

## Клубна кар'єра
У дорослому футболі дебютував 1954 року виступами за команду «Санта-Фе», в якій провів одинадцять сезонів, взявши участь у 222 матчах чемпіонату. Більшість часу, проведеного у складі «Санта-Фе», був основним гравцем команди і двічі вигравав чемпіонат Колумбії в 1958 і 1960 роках.
Згодом у сезоні 1965 року виступав за «Депортес Кіндіо», після чого перейшов до клубу «Уніон Магдалена», з яким виграв чемпіонат у 1968 році.
Завершив ігрову кар'єру у команді «Депортес Толіма», за яку виступав протягом 1968—1970 років.
Після закінчення ігрової кар'єри був тренером клубів «Санта-Фе» та «Кукута Депортіво», а також збірної Колумбії до 20 років на молодіжному чемпіонаті Південної Америки 1983 року в Болівії.

## Виступи за збірну
13 березня 1957 року дебютував в офіційних іграх у складі національної збірної Колумбії в матчі чемпіонату Південної Америки 1957 року у Перу проти Аргентини. Згодом в рамках того турніру Сільва зіграв ще в матчах проти Чилі, Бразилії, Перу та Еквадору і посів з командою 5 місце з 7.
Згодом у складі збірної був учасником чемпіонату світу 1962 року у Чилі, зігравши лише перший матч проти Уругваю, а колумбійці не подолали груповий етап.
Наступного року вдруге взяв участь у чемпіонаті Південної Америки 1963 року у Болівії. На турнірі він зіграв проти Аргентини та Бразилії, а команда посіла останнє 7 місце.
Востаннє зіграв у національній збірній 1 вересня 1963 року в товариському матчі проти Коста-Рики (3:4). Загалом протягом кар'єри у національній команді, яка тривала 7 років, провів у її формі 11 матчів.
Помер 25 квітня 2003 року на 68-му році життя у місті Таррагона від серцевого нападу.

## Титули і досягнення
- Чемпіон Колумбії (3):

- «Санта-Фе»: 1958, 1960
- «Уніон Магдалена»: 1968